# Setsuko Hara
Setsuko Hara (原 節子, Hara Setsuko, 17 de junho de 1920 – 5 de setembro de 2015) foi uma atriz japonesa. Ficou mais conhecida por atuar nos filmes Banshun (1949) e Tōkyō Monogatari (1953) do diretor Yasujiro Ozu, mas antes de conhecê-lo, ela já havia trabalhado em outros 67 filmes.

## Início da vida
Setsuko Hara nasceu como Masae Aida (会田 昌江, Aida Masae), onde é hoje o bairro de Hodogaya-ku, Yokohama, em uma família com três meninos e cinco meninas. Sua irmã mais velha era casada com o diretor de cinema Hisatora Kumagai, o que lhe deu uma oportunidade no mundo do cinema, onde seu cunhado a encorajou a abandonar a escola e ir trabalhar na Nikkatsu Studios em Tamagawa, nos arredores de Tóquio, em 1935. Sua estreia cinematográfica se deu aos 15 anos, e com um nome artístico que o estúdio lhe deu no filme Tamerau nakare wakōdo yo (ためらふ勿れ若人よ,).
Ela ganhou destaque como atriz na coprodução teuto-japonesa de 1937, Die Tochter des Samurai ("A Filha do Samurai"), conhecida no Japão como Atarashiki Tsuchi ("A Nova Terra"), dirigido por Arnold Fanck e Mansaku Itami. No filme, Hara interpreta uma mulher que tenta, sem sucesso, sacrificar-se em um vulcão. Ela continuou a retratar heroínas trágicas em muitos filmes até o final da Segunda Guerra Mundial, como Bōrō no kesshitai (1943) e Aoi Sanmyaku (1949), ambos dirigidos por Tadashi Imai, e Kessen no ōzora e, dirigido por Kunio Watanabe.

## Carreira no pós-guerra
Hara continuou, depois de 1945, a participar em muitos filmes. Ela estrelou no primeiro filme do pós-guerra do diretor Akira Kurosawa, Waga seishun ni kuinashi (1946). Ela também trabalhou com o diretor Kimisaburo Yoshimura em Anjō-ke no butōkai (1947) e Keisuke Kinoshita em Ojōsan kanpai (1949), onde nesses filmes, ela foi retratada como a “nova” mulher japonesa: moderna e ansiosa pelo futuro que estava por vir. No entanto, na maioria de seus outros filmes, especialmente aqueles dirigidos por Yasujirō Ozu e Mikio Naruse, ela interpreta a típica mulher japonesa, em papéis de filha, esposa ou mãe.

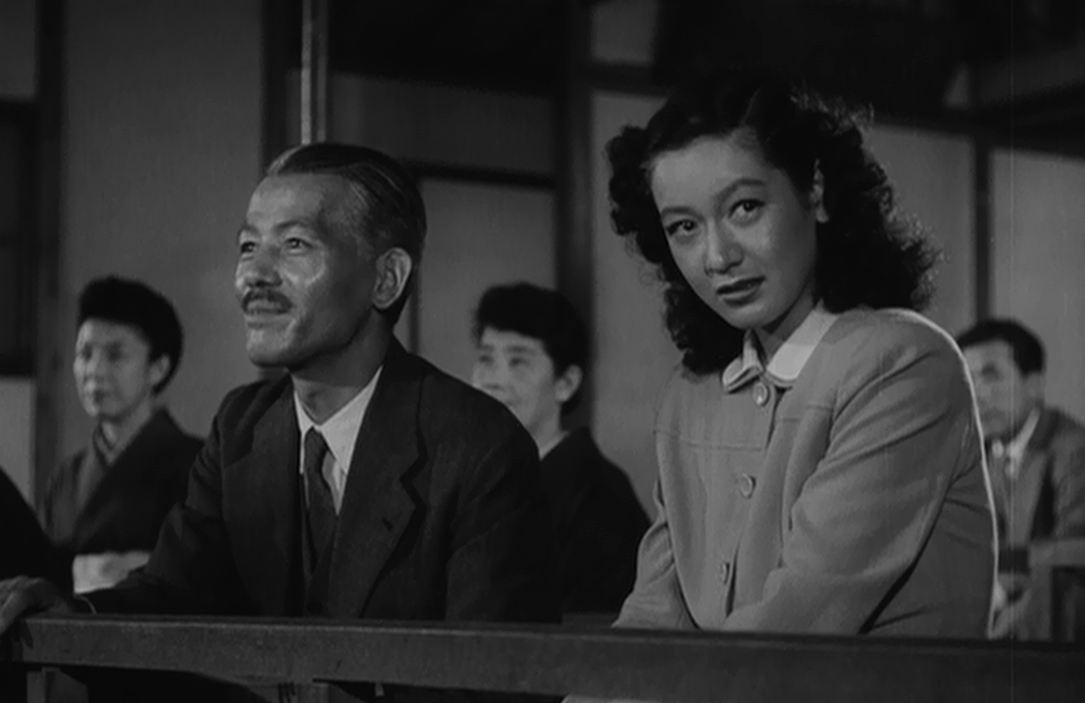
Chishu Ryu e Setsuko Hara no filme de 1949, Banshun

O primeiro filme, dos seis que Hara trabalhou junto com Yasujirō Ozu, de uma colaboração que duraria doze anos, foi Banshun (1949). Em Banshun, ela interpretou Noriko, uma filha dedicada que prefere ficar em casa cuidando do pai do que se casar, apesar dos apelos de seus familiares.

Em Bakushu (1951), ela interpretou uma personagem também chamada Noriko, mas sem relação com a do seu papel anterior, que pretendia se casar e encontrar coragem para fazê-lo mesmo sem a aprovação da família.

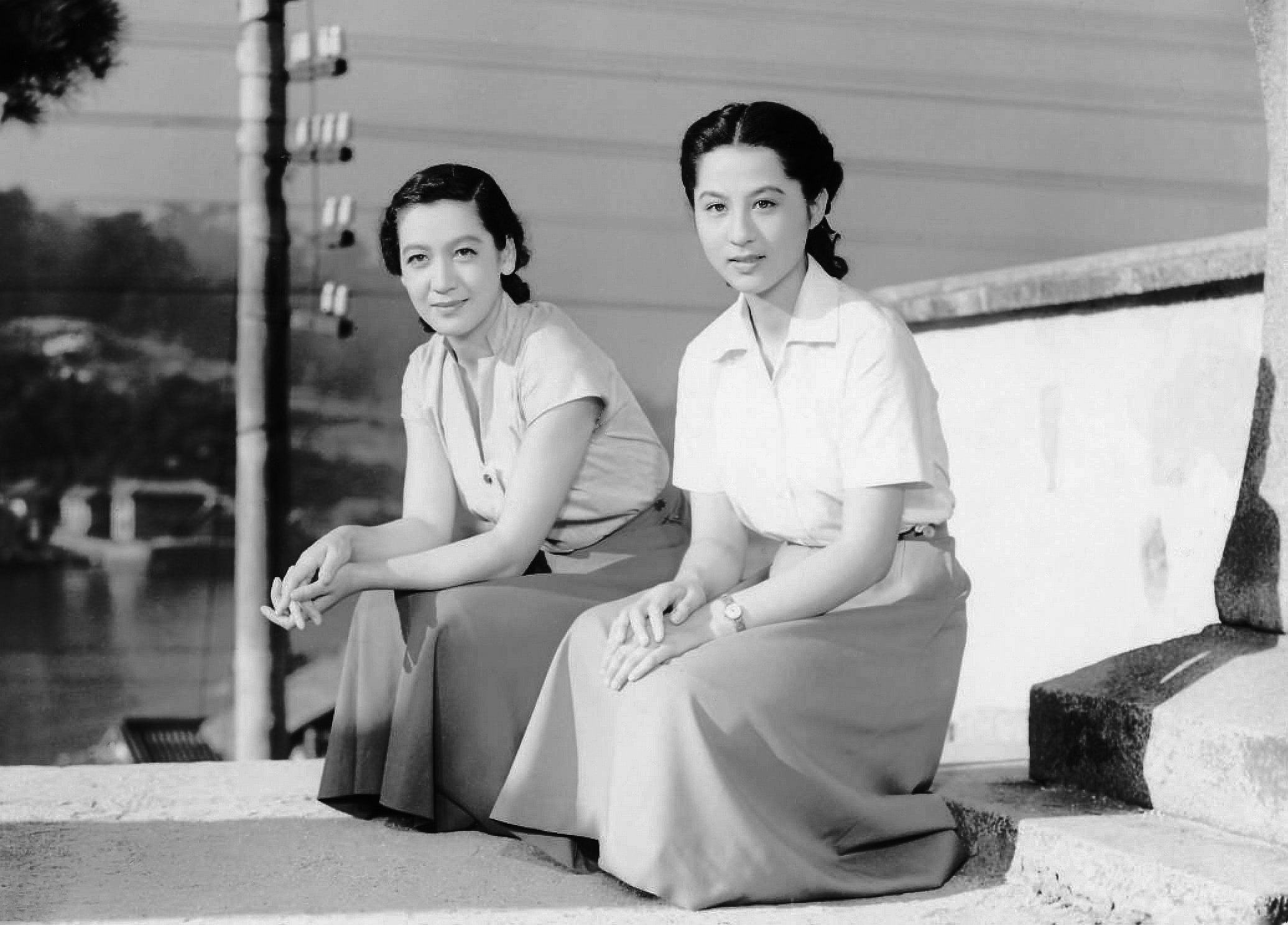
Setsuko Hara (esquerda) e Kyōko Kagawa no filme de 1953, Tōkyō Monogatari

Seu próximo longa foi Tōkyō Monogatari (1953), talvez o filme mais conhecido dela e de Ozu, no qual ela interpretou uma viúva, também chamada Noriko, cujo marido foi morto na guerra. Sua devoção ao falecido marido preocupa seus sogros, que insistem que ela deveria seguir em frente e se casar novamente.
O último papel importante de Hara foi a de Riku, esposa do rōnin Ōishi Yoshio, no filme Chushingura (1962).

## Anos posteriores
Hara, que nunca se casou, foi apelidada de a "Virgem Eterna" no Japão, e sendo um símbolo da era dourada do cinema japonês da década de 1950. Ela parou de atuar em 1963 (ano em que Ozu morreu) e posteriormente levou uma vida isolada em Kamakura, Kanagawa, onde muitos de seus filmes com Ozu foram feitos, recusando todas as entrevistas e fotografias propostas por jornalistas. Durante anos, as pessoas especularam sobre os motivos de ela ter saído da mídia, onde a própria Hara confessou, durante sua última coletiva de imprensa, que nunca gostou muito de atuar e apenas usava isso como meio de sustentar sua família; no entanto, muitas pessoas continuaram a teorizar sobre seu possível envolvimento romântico com Ozu, ou a possibilidade de problemas de visão. Hara vivia bebendo e era fumante.
Depois de ver um filme de Setsuko Hara, o romancista Shūsaku Endō escreveu: "Nós suspiraríamos ou soltaríamos um grande lamento do fundo de nossos corações, pois o que sentíamos era precisamente isto: Será possível que exista uma mulher assim neste mundo?".
Após mais de meio século de reclusão, Hara morreu de pneumonia em um hospital na província de Kanagawa, em 5 de setembro de 2015, aos 95 anos. Sua morte não foi divulgada pela mídia até 25 de novembro daquele ano porque sua família só contatou a imprensa mais tarde (presumivelmente por motivos de privacidade). O filme Millennium Actress (2001), dirigido por Satoshi Kon, é parcialmente baseado em sua vida, embora tenha sido produzido e lançado mais de uma década antes de sua morte.

## Legado
Yasujiro Ozu, com quem trabalhou seis vezes, disse sobre ela em 1951: "É raro uma atriz atuar tão bem quanto Setsuko Hara. Ela é como um rabanete, onde um diretor que não conseguir perceber esse rabanete, é ignorante. Na verdade, sem muita bajulação, acho que ela é a melhor atriz de cinema japonesa." Em sua autobiografia de 1991, Chishu Ryu descreveu Hara como "não apenas bonita, mas também uma atriz habilidosa. Ela não cometia erros. Ozu raramente elogiava os atores. Mas até que ele disse: "Ela é boa", o que significava que ela era realmente incrível." Atores e membros da equipe de gravação que conheceram Hara a descreveram como tímida, mas muito amigável para trabalhar.
Em 2000, Hara foi escolhida por celebridades como a maior atriz japonesa na lista dos Maiores Atores de Cinema do Século XX segundo a revista de cinema japonesa Kinema Junpo.
Em 2014, Hara ficou em 4º lugar na categoria Atriz na lista "Melhores Atores e Atrizes do Cinema Japonês de Todos os Tempos" organizada pela Kinema Junpo.

## Filmografia selecionada
- Tamerau nakare wakodo yo (1935) – Osetsu
- Shīnya no taiyō (1935) – Kimie Oda
- Midori no chiheisen zenpen (1935)
- Midori no chiheisen kohen (1935)
- Hakui no kajin (1936) – Yukiko
- Kōchiyama Sōshun (1936) – Onami
- Yomeiri mae no musume tachi (1936)
- Seimei no kanmuri (1936) – Ayako Arimura
- Tange sazen: Nikko no maki (1936)
- Kenji to sono imōto (1937)
- Atarashiki Tsuchi (1937) – Misuko Yamato
- Tōkai Bijoden (1937)
- Haha no kyoku I (1937) – Keiko
- Haha no kyoku II (1937) – Keiko
- Kyojinden (1938) – Chiyo
- Den'en kōkyōgaku (1938) – Yukiko
- Shogun no magō (1938) – Kireii Nae Sasano
- Fuyu no yado (1938)
- Uruwashiki shuppatsu (1939) – Tomiko Hôjô
- Chushingura (1939, partes 1, 2) – Oteru
- The Naval Brigade at Shanghai (1939) – mulher chinesa[21]
- Machi (1939) – Sonomi Kihara
- Onna no kyōshitsu (1939, partes 1, 2) – Chen Feng-ying
- Tōkyō no josei (1939) – Setsuko Kimizuka
- Hikari to kage (1940, partes 1, 2) – Sahoko Katsura
- Toyuki (1940) – atriz de cinema do período Showa
- Totsugu hi made (1940) – Yoshiko
- Hebihimesama (1940) – Koto Hime
- Onna no machi (1940) – Ine
- Futari no sekai (1940)
- Shimai no Yakusoku (1940) – Sachiko
- Anī no hānayomē (1941) – Akiko
- Ōinaru kanō (1941)
- Kēkkon no seitaī (1941) – Haruko Sanno
- A Story of Leadership (1941) – filha mais velha[22]
- Kibō no aozora (1942) – Chizuko
- Seishun no kiryū (1942) – Makiko, sua irmã
- Wakai sensei (1942) – Tomiko Hirayama
- Midori no daichi (1942) – Esposa Hatsue
- Haha no chizu (1942) – Kirie
- Hawai Mare Oki Kaisen (1942) – Kikuko
- Hawai • Maree oki kaisen (1942) – Kikuko
- Ahen senso (1943) – Airan [Ai Lan]
- Bōrō no kesshitai (1943) – Yoshiko[23]
- Kessen no ōzora e (1943) – irmã mais velha[24]
- Searing Wind (1943) – Kumiko[25]
- Ikari no umi (1944) – Mitsuko Hiraga
- Young Eagles (1944)
- Shōri no hi made (1945)
- Kita no san-nin (1945) – Sumiko Ueno
- Koi no fuunjī (1945) – Yukiko Hasebe
- Midori no kokkyō (1946) – Maki Kuriyama
- Reijin (1946) – Keiko
- Waga seishun ni kuinashi (1946) – Yukie Yagihara[26]
- Kakedashi jidai (1947) – Miyako Tomoda
- Anjō-ke no butōkai (1947) – Atsuko Anjô
- Onnadake no yoru (1947)
- Sanbon yubi no otoko (1947) – Shizuko
- Yuwaku (1948) – Takako
- Toki no teizo: zengohen (1948)
- Fujisancho (1948)
- Taifuken no onna (1948) – Kuriko Sato
- Kofuku no genkai (1948)
- Shachō to onna tenin (1948) – Cliente
- Tonosama Hotel (1949) – Aki Nagaoka
- Ojōsan kanpai (1949) – Yasuko Ikeda
- Aoi sanmyaku (1949) – Yukiko Shimazaki
- Zoku aoi sanmyaku (1949) – Yukiko Shimazaki
- Banshun (1949, dirigido por Ozu) – Noriko Somiya
- Shirayuki-sensei to kodomo-tachi (1950) – Kayoko Amamiya
- Arupisu monogatari: Yasei (1950)
- Nanairo no hana (1950) – Teruko Kashiwagi
- Joi no Shinsatsushitsu (1950) – Dra. Tajima
- Hakuchi (1951) – Taeko Nasu
- Bakushu (1951, dirigido por Ozu) – Noriko Mamiya
- Meshi (1951) – Michiyo Okamoto
- Kaze futatabi (1952)
- Kin no tamago: Golden girl (1952)
- Tōkyō no koibito (1952) – Yuki
- Shirauo (1953) – Sachiko
- Tōkyō Monogatari (1953, dirigido por Ozu) – Noriko Hirayama
- Yama no Oto (1954) – Ogata Kikuko
- Non-chan Kumo ni Noru (1955) – mãe de Nobuko
- Uruwashiki haha (1955) – Mitsuyo Ôta
- Shūu (1956) – Fumiko
- Aijō no kessan (1956) – Katsuko
- Kon'yaku sanbagarasu (1956)
- Jōshū to tomo ni (1956) – Sugiyama, a gerente
- Ani to sono musume (1956) – Akiko Mamiya
- Ōban (1957) – Kanako Mori
- Tōkyō boshoku (1957, dirigido por Ozu) – Takako Numata
- Chieko-sho (1957) – Chieko Takamura
- Zoku Ōban: Fūun hen (1957) – Kanako Arishima
- Saigo no dasso (1957) – Tomiko
- Zokuzoku Ōban: Dotō hen (1957) – Kanako Arishima
- Onna de aru koto (1958) – Ichiko
- Tōkyō no kyūjitsu (1958) – Presidente da empresa
- Oban kanketsu hen (1958)
- Onna gokoro (1959) – Isoko
- Nippon Tanjō (1959) – Amaterasu, a deusa do Sol
- Robo no ishi (1960) – Oren Aikawa
- Musume, tsuma, haha (1960) – Sanae Sakanoshi, a filha mais velha
- Fundoshi isha (1960) – Iku, eposa de Keisai
- Akibiyori (1960, dirigido por Ozu) – Akiko Miwa
- Kohayagawa-ke no aki (1961, dirigido por Ozu) – Akiko
- Musume to watashi (1962) – Chizuko Iwatani
- Chūshingura (1962) – Riku[2]